# Paco Marín (cantautor)
Paco Marín (1950- ) es un cantautor español, vinculado con la canción protesta y la memoria histórica.

## Biografía
Nació en 1950 en la localidad de Villamediana de Iregua, en La Rioja (España). Se trasladó junto a su familia a Logroño cuando apenas contaba con 16 años. En la capital riojana desarrolló, desde 1967, su actividad musical. En los años 1970 formó parte del grupo Keaton, referente de la música riojana del momento.
Con un alto grado de compromiso político, vinculado a la ideología de izquierdas, participa activamente en diversos festivales y actos conmemorativos y de reivindicación. Sus canciones son románticas y guerreras. Ha sido definido como «Un cantor pletórico de coraje, dignidad y emoción sincera».

## Obra
Paco Marín ha editado varios discos. En ellos hace homenajes a las diferentes influencias musicales e ideológicas que ha tenido durante su vida. Reivindica de forma clara y contundente, mediante la voz la guitarra los eternos temas de la canción protesta y reivindicativa unida directamente a una militancia política comprometida con los valores de la izquierda.
- Ya era hora (2010).
- Sentimientos en negro (2011).
- Sentimientos en crudo (2012).
- Esto es lo que hay (2015).